# Ла Пуебла де Касаля
Ла Пуебла де Касаля (на испански: La Puebla de Cazalla) е населено място и община в Испания. Намира се в провинция Севиля, в състава на автономната област Андалусия. Общината влиза в състава на района (комарка) Кампиния де Морон и Марчена. Заема площ от 188 km². Населението му е 11 434 души (по преброяване от 2010 г.). Разстоянието до административния център на провинцията е 68 km.

## Демография
| 1996   | 1998   | 1999   | 2000   | 2001   | 2002   | 2003   | 2004   | 2005   | 2006   |
| ------ | ------ | ------ | ------ | ------ | ------ | ------ | ------ | ------ | ------ |
| 10 825 | 10 834 | 10 750 | 10 691 | 10 649 | 10 589 | 10 600 | 10 664 | 10 420 | 10 729 |